# Over You
「Over You」（オーヴァー・ユー）は1988年10月25日にポリドールから発売されたKAN4作目のシングル。

## 概要
- 当時のKANのライブ・サポートメンバーでギタリストの林部直樹（後に米米CLUBに加入）との共同アレンジで制作。林部はギターだけでなくベースも担当した。
- コーラスに宮浦和美が参加。
- 先着5,000名に「KANオリジナル・クリスマス・カード」が当たる特典付。応募券が封入された。
- オリジナル・アルバムや後にリリースされた公認ベスト・アルバムに長らく収録されていなかったが、2010年10月27日に発売された公認アルバム『Songs Out of Bounds』にカップリング曲と共に初めてアルバム収録された。

## 収録曲
全曲　作詞・作曲：KAN　編曲：KAN・林部直樹
1. Over You
2. Never Leave

## この頃のできごと
- 1988年10月16日 - 『KANさんのアタックヤング』（STVラジオ）放送開始。